# 下司古墳群

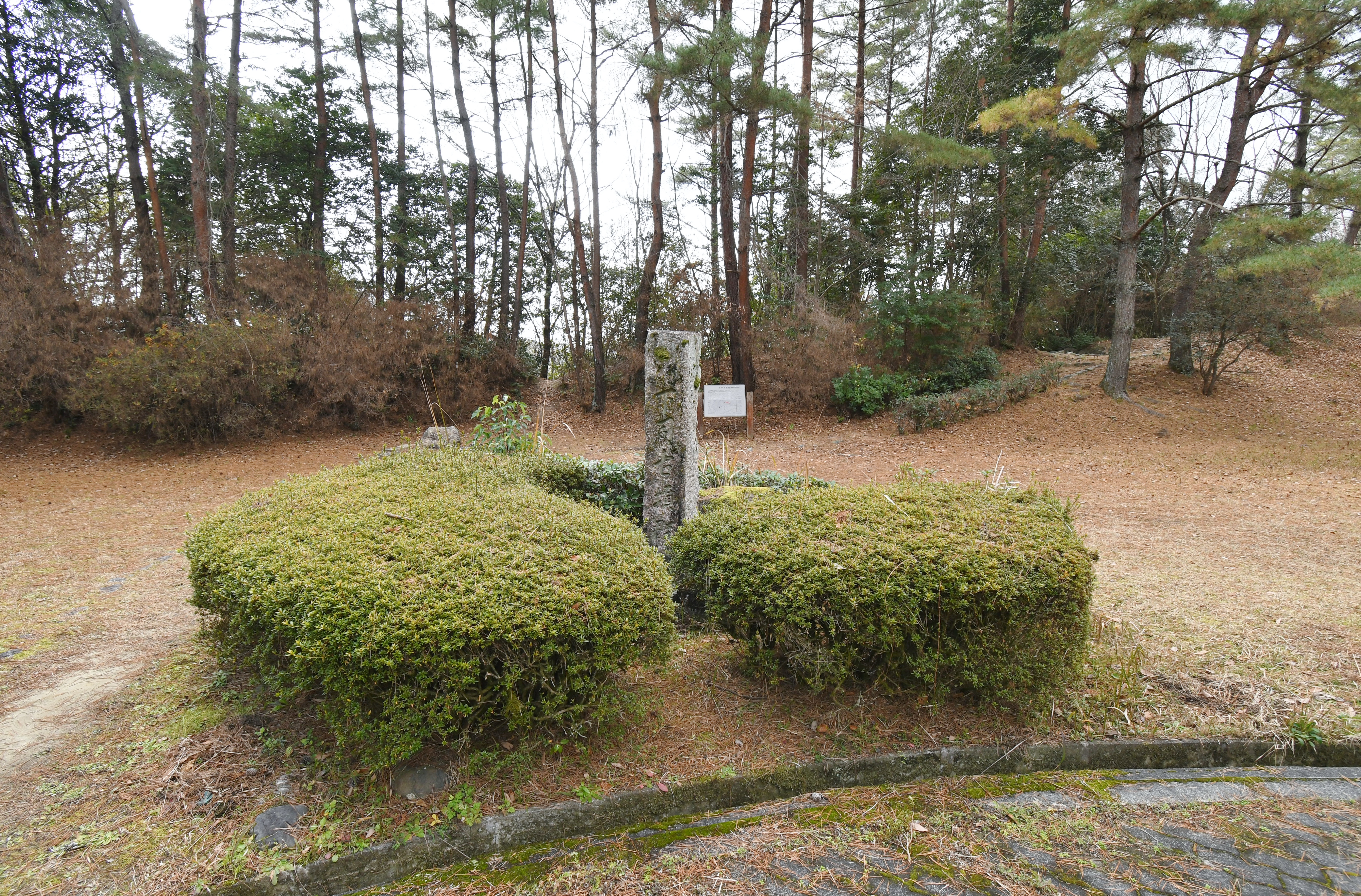
下司古墳群 標柱付近

下司古墳群（げしこふんぐん）は、京都府京田辺市普賢寺下司にある古墳群（群集墳）。京都府指定史跡に指定されている。
本項目では、下司古墳群の西にある大御堂裏山古墳（下司古墳群とともに京都府指定史跡）についても解説する。

## 概要
京都府南部の木津川西岸において、普賢寺川が形成する普賢寺谷北岸の丘陵南斜面に築造された古墳群である。現在は同志社大学京田辺キャンパス構内に所在する。1963・1983年（昭和38・58年）に発掘調査が実施されている。
一帯では、現在までに古墳8基が確認され（大御堂裏山古墳除く）、7基が保存されている。保存外の1基（8号墳）は後世に石材を抜き取られて破壊されており、その他にも未発見の小規模古墳が存在する可能性がある。いずれも山寄せの円墳で、埋葬施設は横穴式石室であり、南方向に開口する。古墳の築造に際しては、まず丘陵斜面をコ字形に削って平坦面を形成し、石室を構築したのち、石室背後に円形の周溝を掘削して、その土砂を石室上に盛って墳丘とする。1号墳の石室は全長8.55メートルを測り、古墳群中最大規模かつ南山城地域最大規模で、蛇塚古墳（京都市）の2分の1の規模、かつ大枝山4・15・20号墳（京都市）と相似形の平面プランとして注目される。2号墳の石室は全長7.40メートルを測り、古墳群中2番目の規模である。石室の石材のうち、大型石材は生駒山周辺産と推測される斑れい岩・花崗岩である。
古墳群の築造時期は、古墳時代終末期の7世紀前半頃の開始と推定され、8世紀初頭頃までの追葬が認められる。一帯には6世紀以前の古墳が存在しないことから、7世紀に至って台頭した官人的な新興集団の墓域と想定される。南山城地域では横穴墓が多いなか、横穴式石室墳を主体とする群集墳として希少な存在であるとともに、生駒地域・北山城地域との交流をうかがえる点で注目される。また古墳群の南西では7世紀後半に造営された白鳳寺院の普賢寺跡（現在の観音寺）のほか、周辺では7世紀後半の新宗谷窯跡や8世紀前半のマムシ谷窯跡といった須恵器窯跡が営まれており、古墳時代から古代への移行過程における氏族・古墳・寺院・生産遺跡の関係を考察するうえでも重要視される古墳群になる。
下司古墳群・大御堂裏山古墳の古墳域は、2019年（平成31年）に京都府指定史跡に指定されている。

## 遺跡歴
- 1963年（昭和38年）、下司1-3号墳・大御堂裏山古墳の発掘調査（京都府教育委員会、1964年に概要報告）。
- 1983年（昭和58年）、下司5-8号墳の発掘調査（同志社大学、1985年に報告）。
- 1986年（昭和61年）、同志社大学京田辺キャンパスの開校。
- 2008年（平成20年）、下司7号墳の地中レーダー探査（同志社大学歴史資料館、2008年に報告）[3]。
- 2019年（平成31年）3月29日、下司古墳群・大御堂裏山古墳が京都府指定史跡に指定[2]。

## 主な古墳

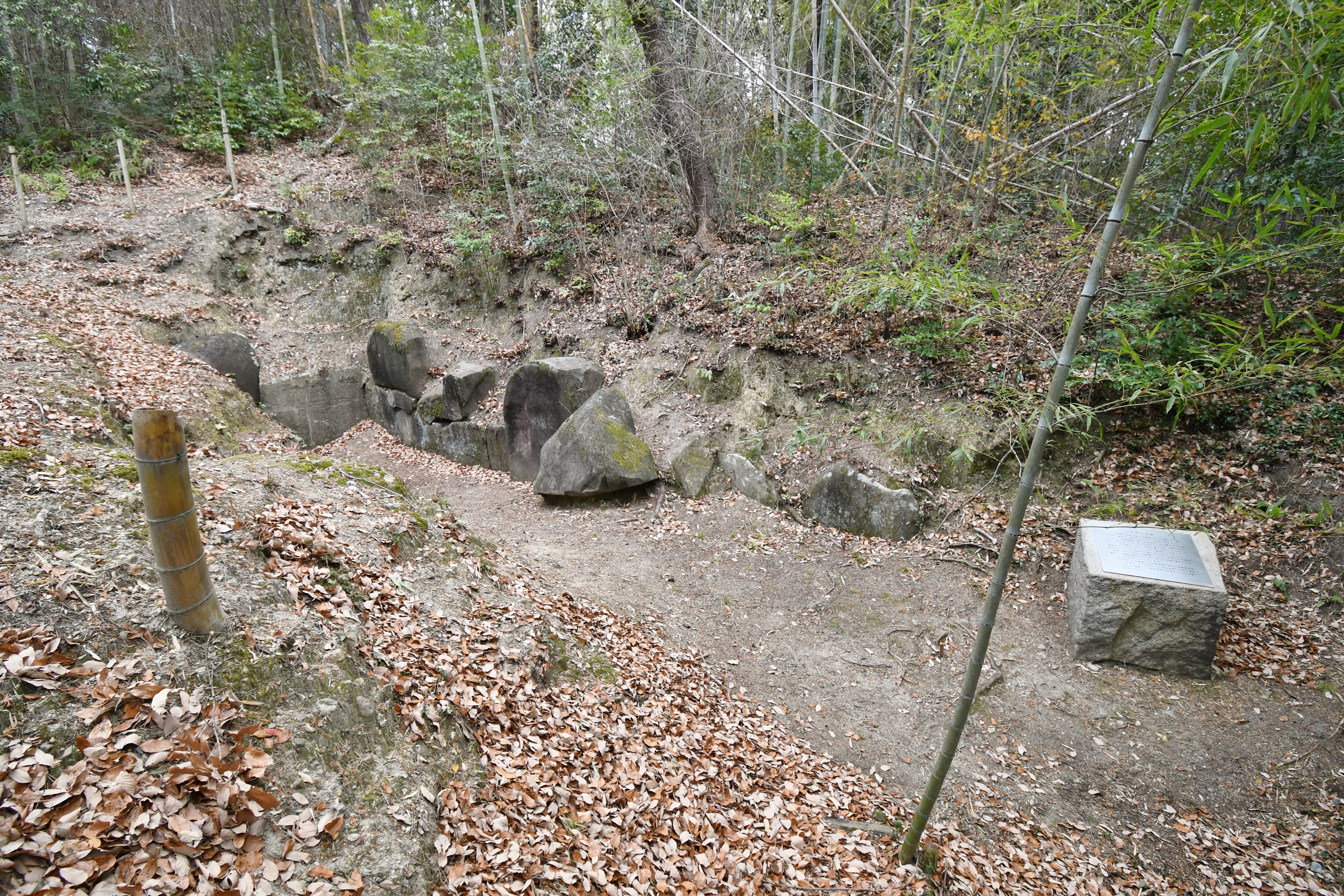
1号墳 石室

1号墳 石室展開図

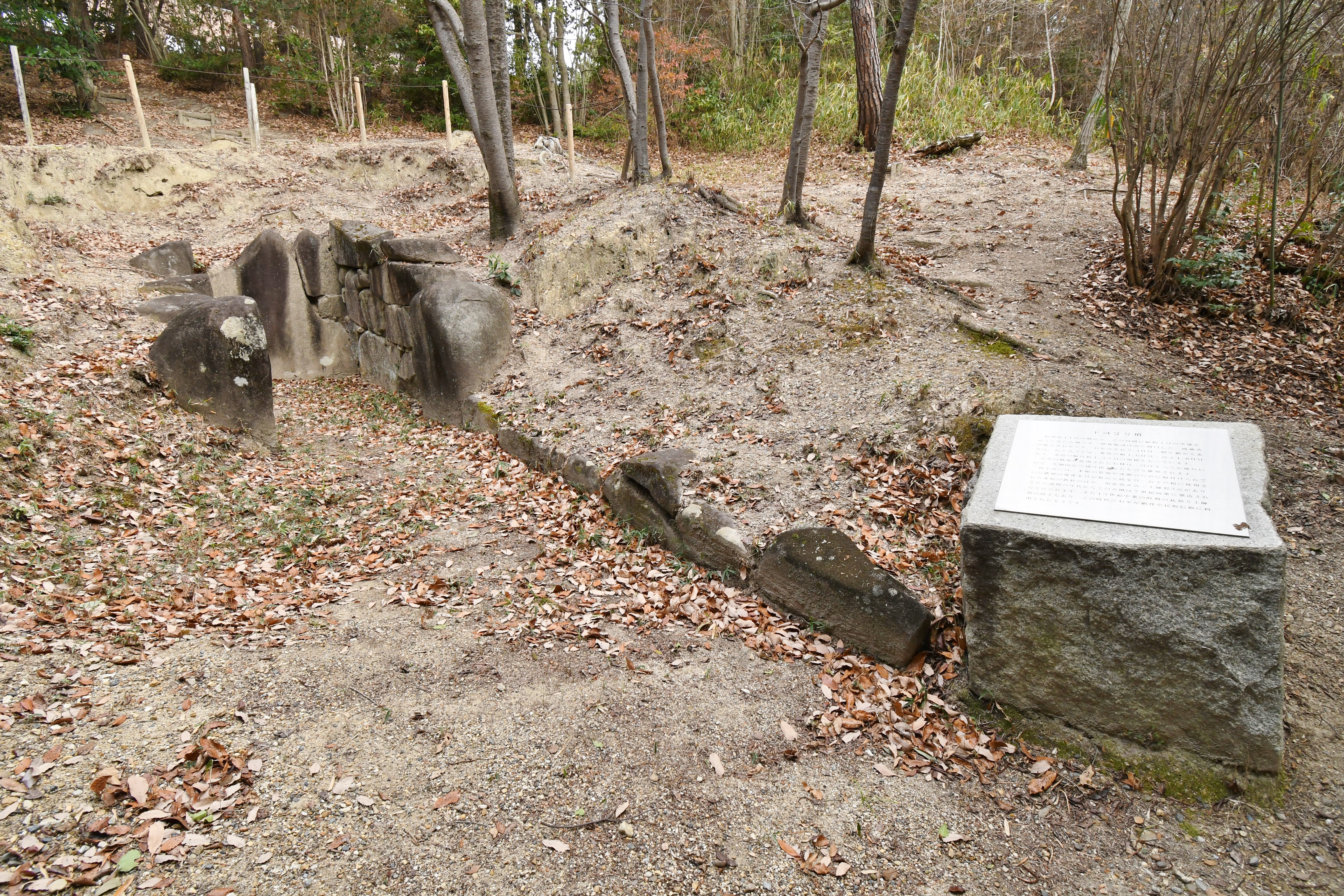
2号墳 石室

2号墳 石室展開図

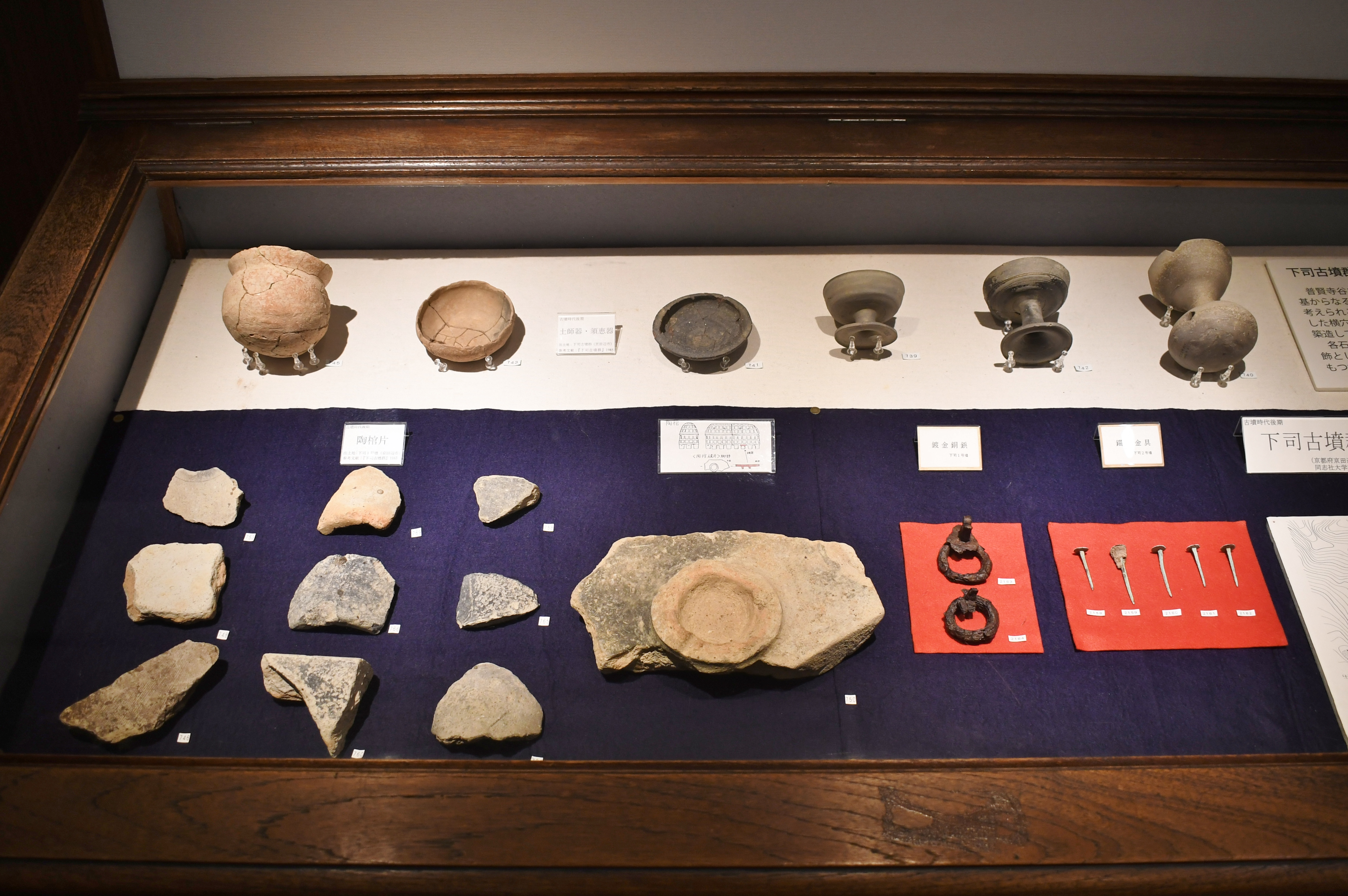
古墳群出土品同志社大学歴史資料館展示。

その他
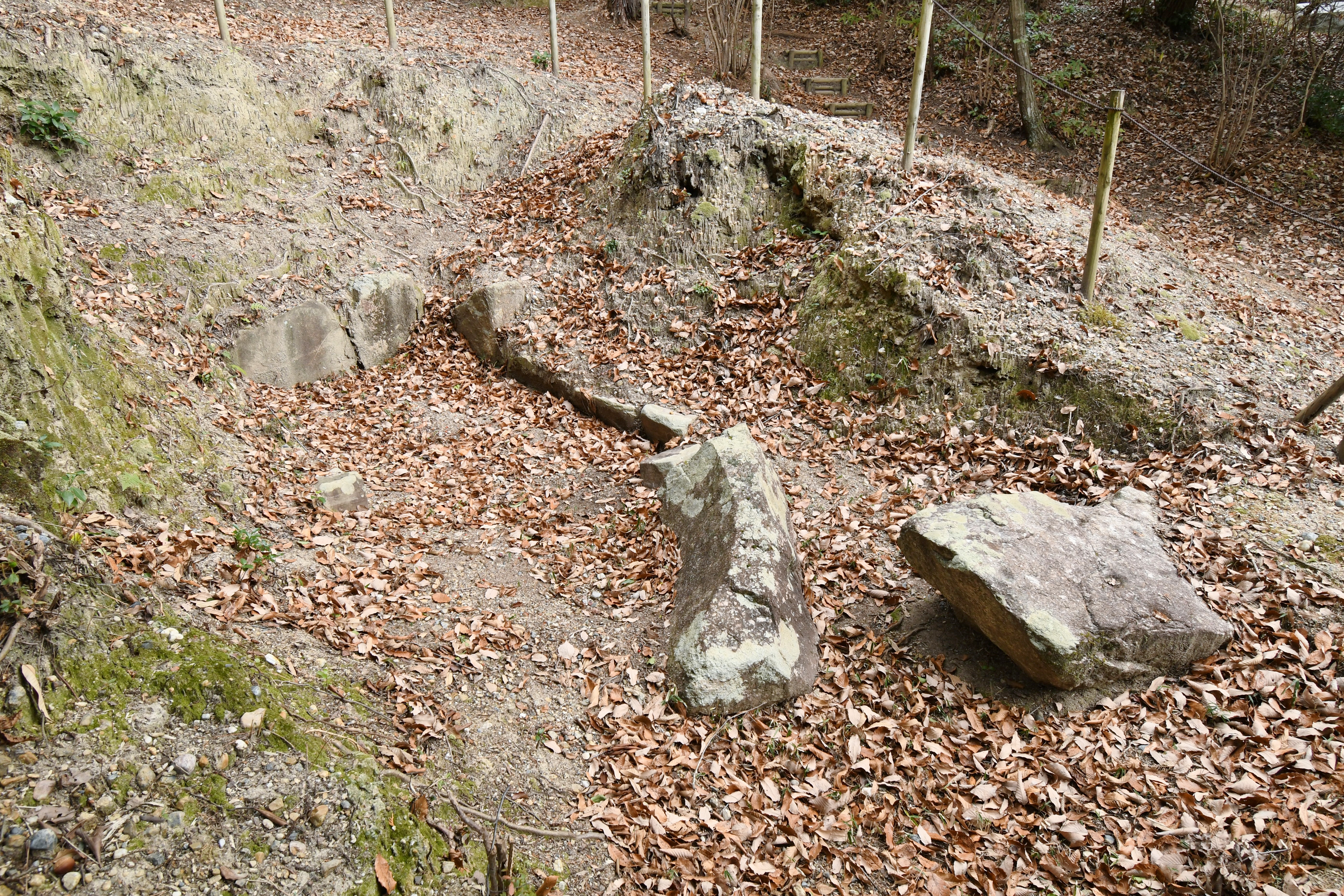
3号墳
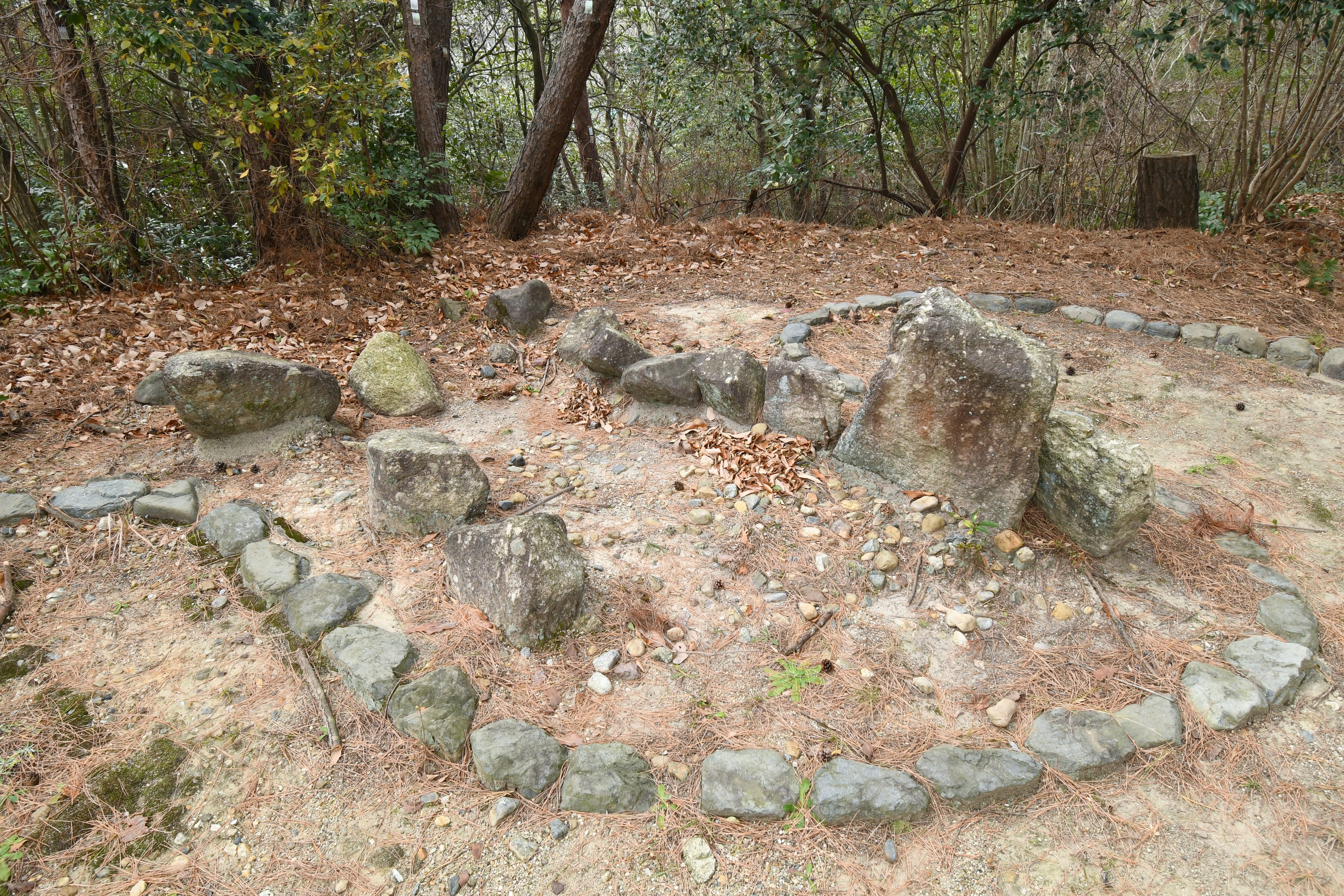
5号墳
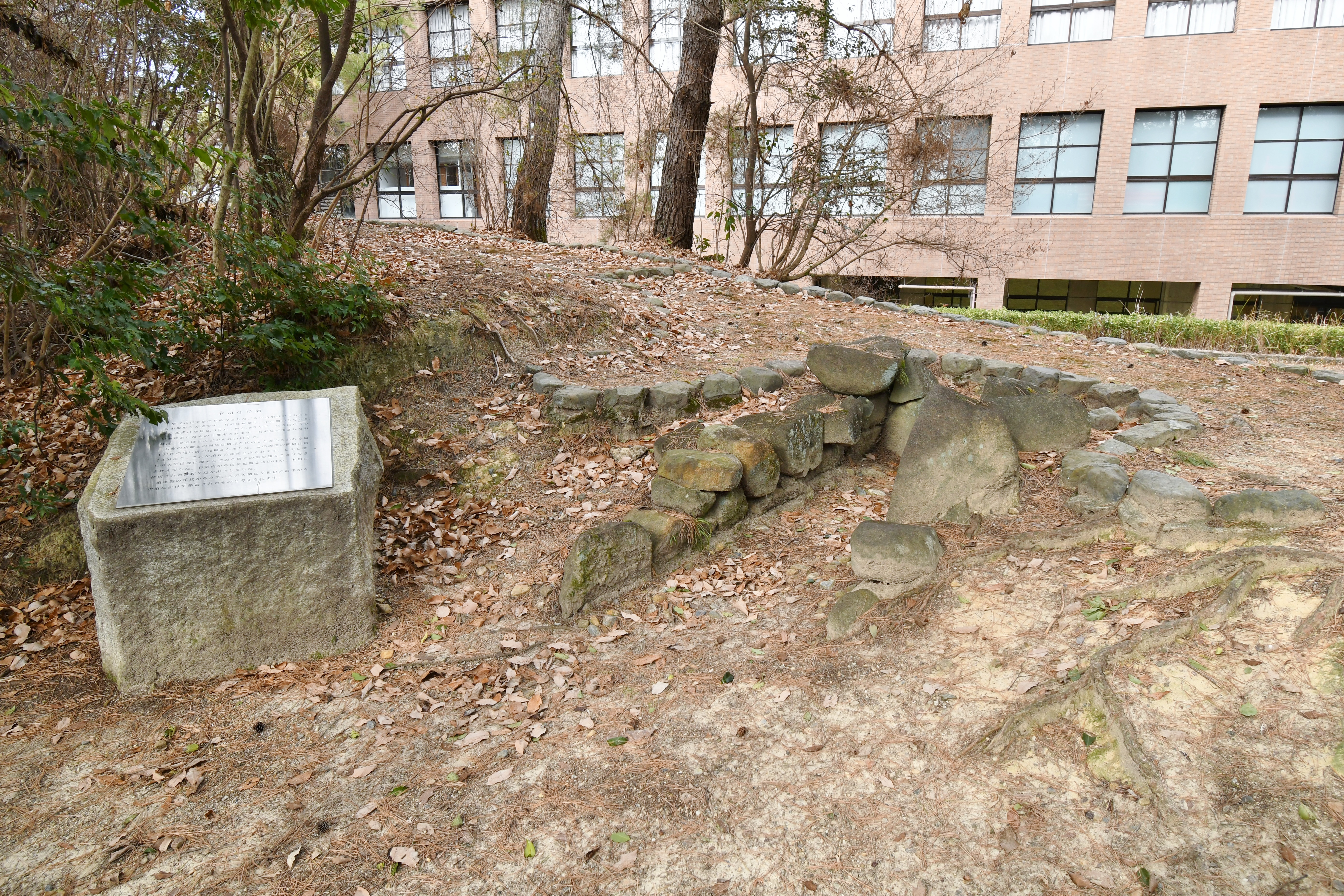
6号墳

1号墳
墳丘の直径は約30メートル。埋葬施設は両袖式横穴式石室。石室の規模は次の通り。

石室全長：8.55メートル
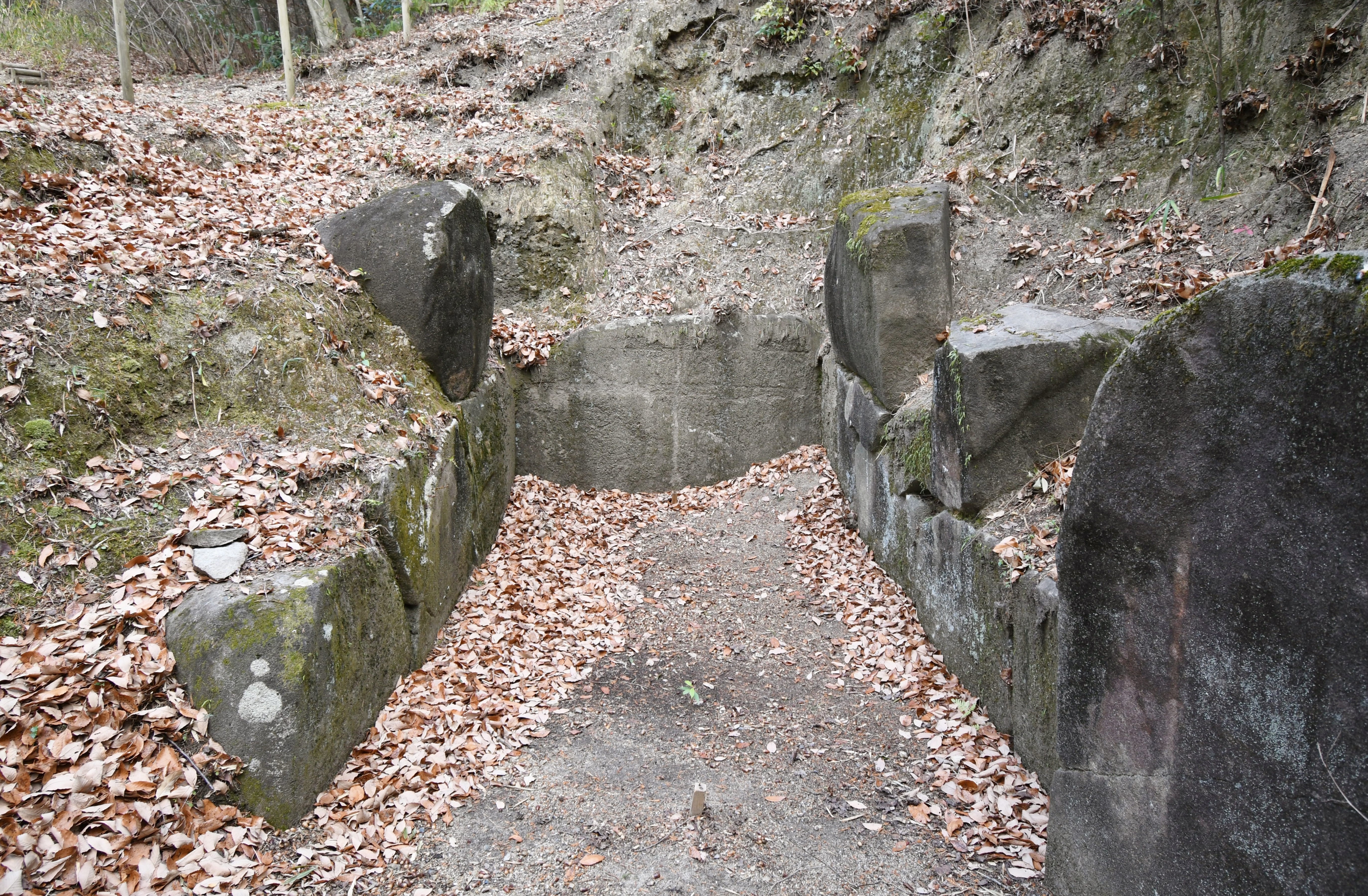
玄室：長さ3.55メートル、幅2.05メートル（奥壁）
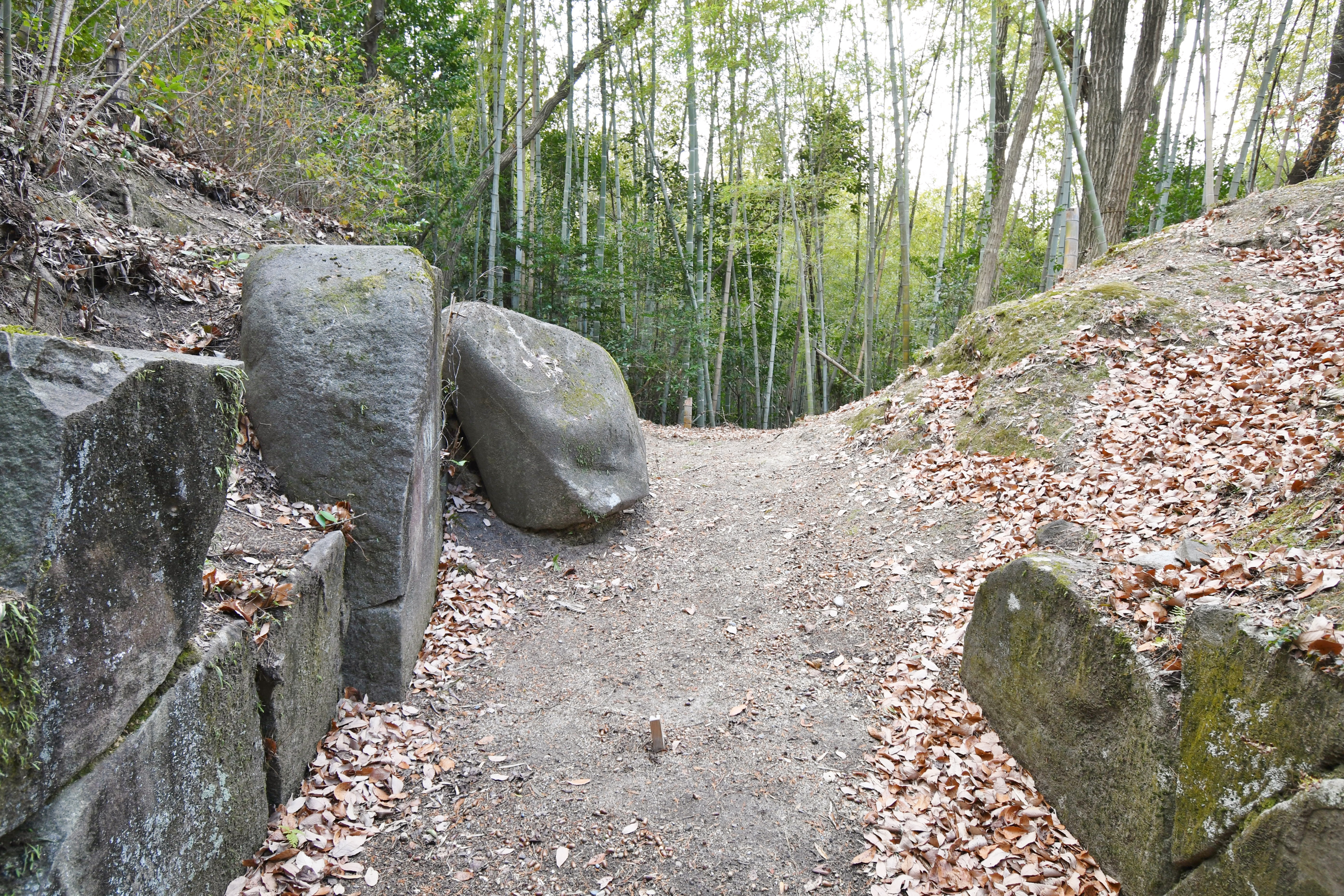
玄室（奥壁方向）
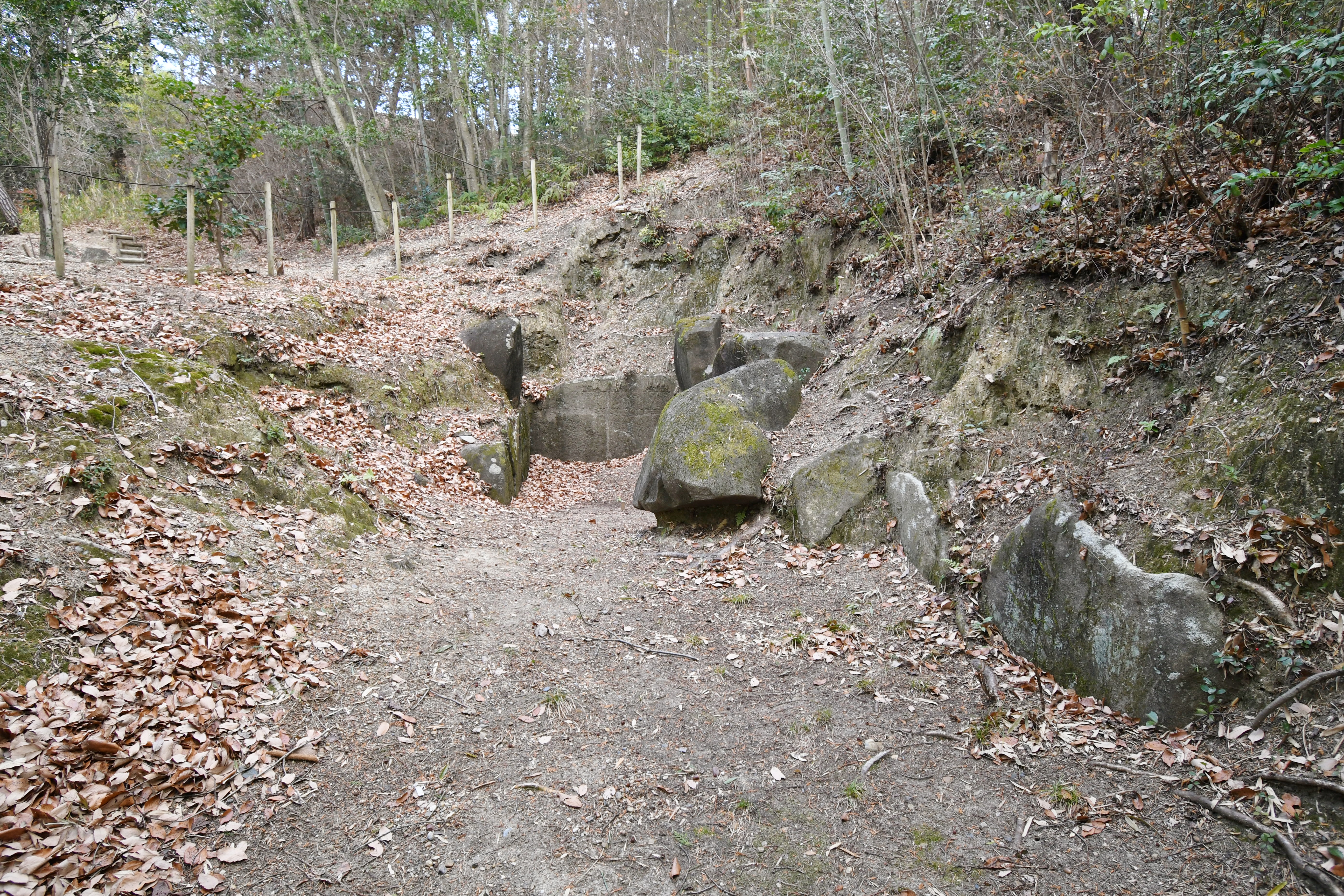
羨道（玄室方向）
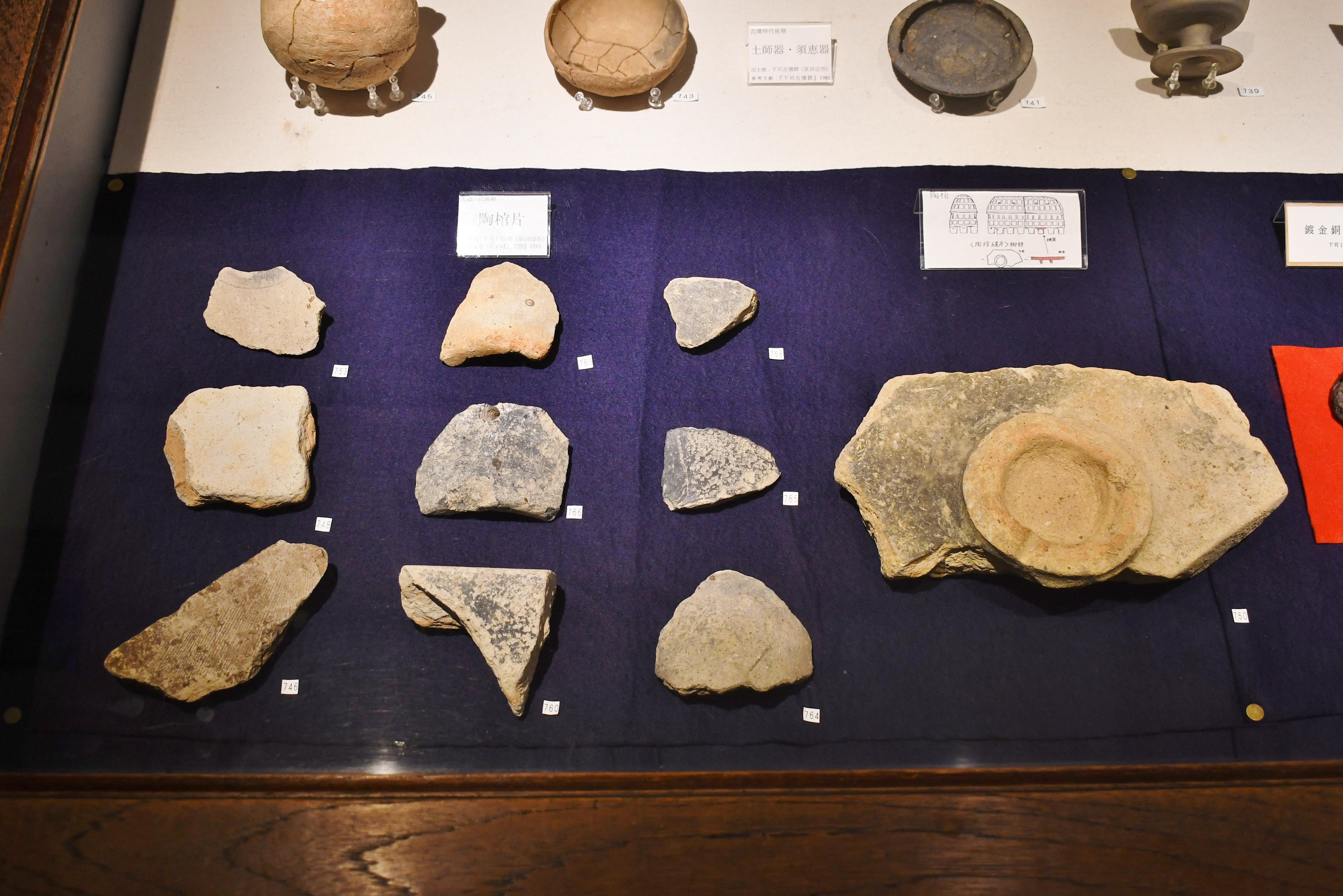
陶棺片
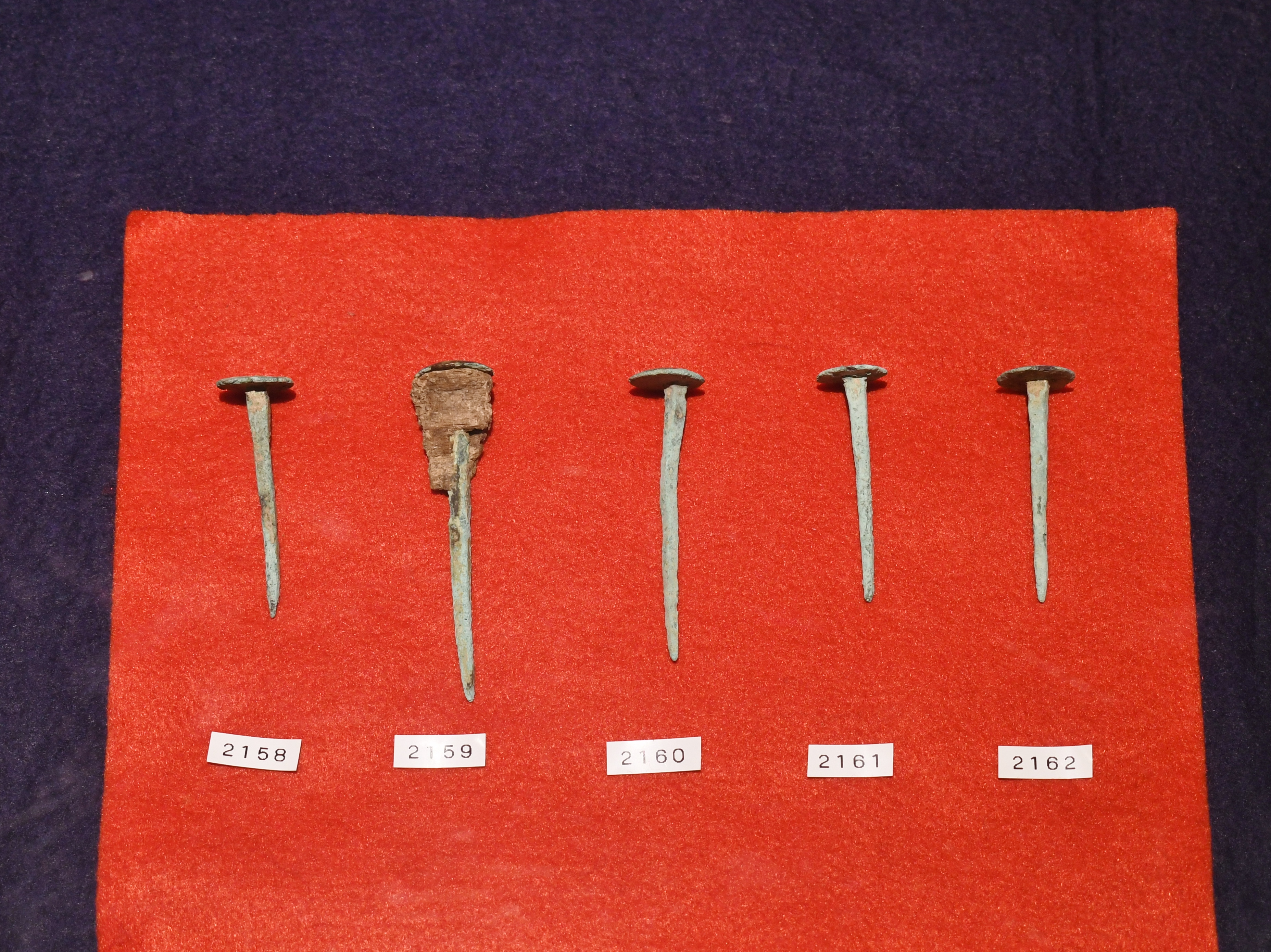
鍍金銅鋲

石室の石材は斑れい岩で、表面は平滑に加工される。石室は下司古墳群では最大規模であり、蛇塚古墳の2分の1の規模で、大枝山4・15・20号墳と相似形である。石室の奥壁には幅1.7メートル・高さ1.8メートル以上の一枚石が使用される。玄室では陶棺を、羨道では銅鋲を打ち付けた木棺を据える。出土遺物に須恵器数点がある。初葬時期は7世紀前半頃（陶棺）、追葬時期は7世紀後半頃（木棺）と推定される。
2号墳
墳丘・周溝が良好な状態で遺存する。墳丘の直径は約14メートルで、墳丘周囲には幅約4メートルの周溝が巡らされる。埋葬施設は両袖式横穴式石室。石室の規模は次の通り。

石室全長：7.40メートル
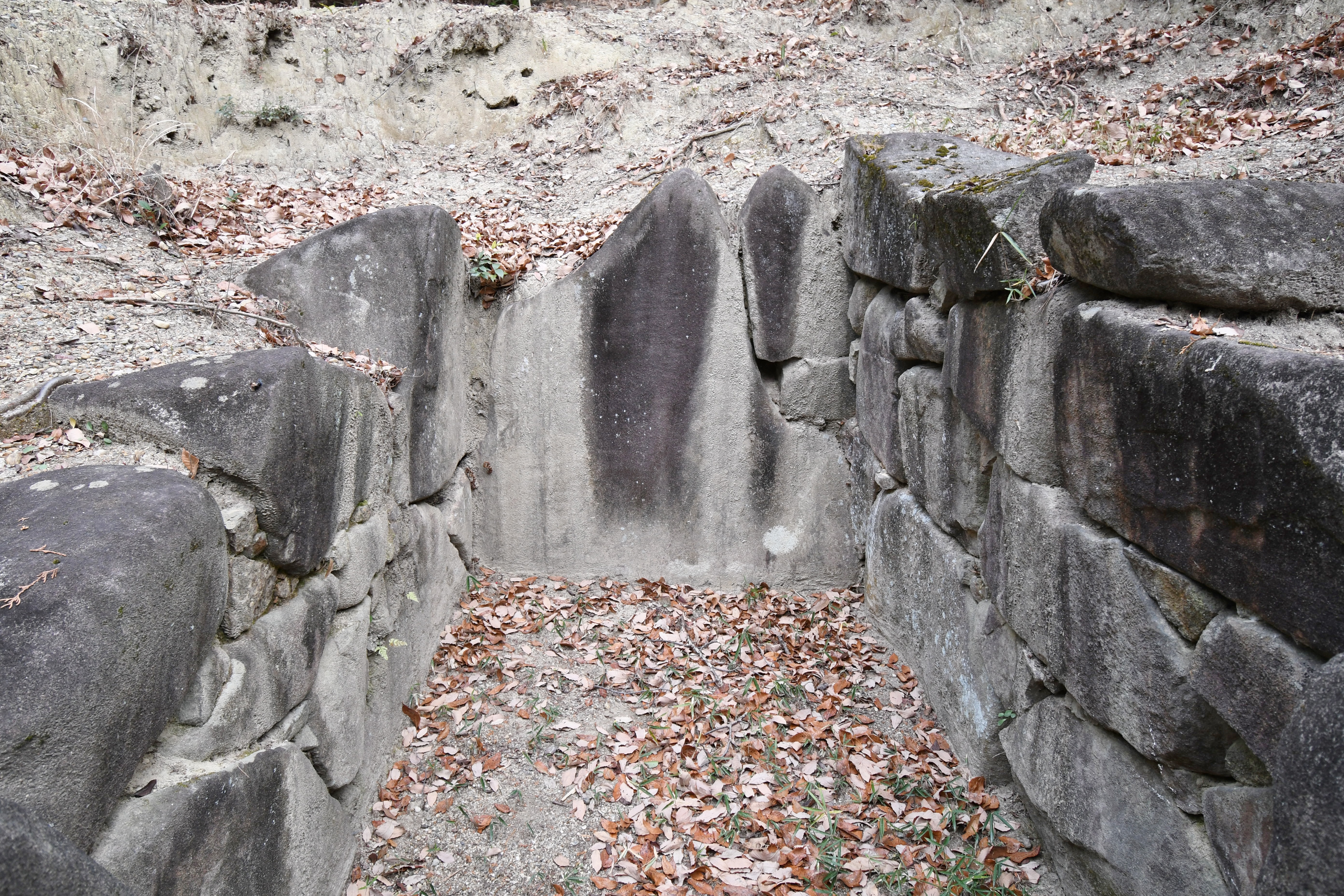
玄室：長さ2.75メートル、幅1.6メートル（奥壁）
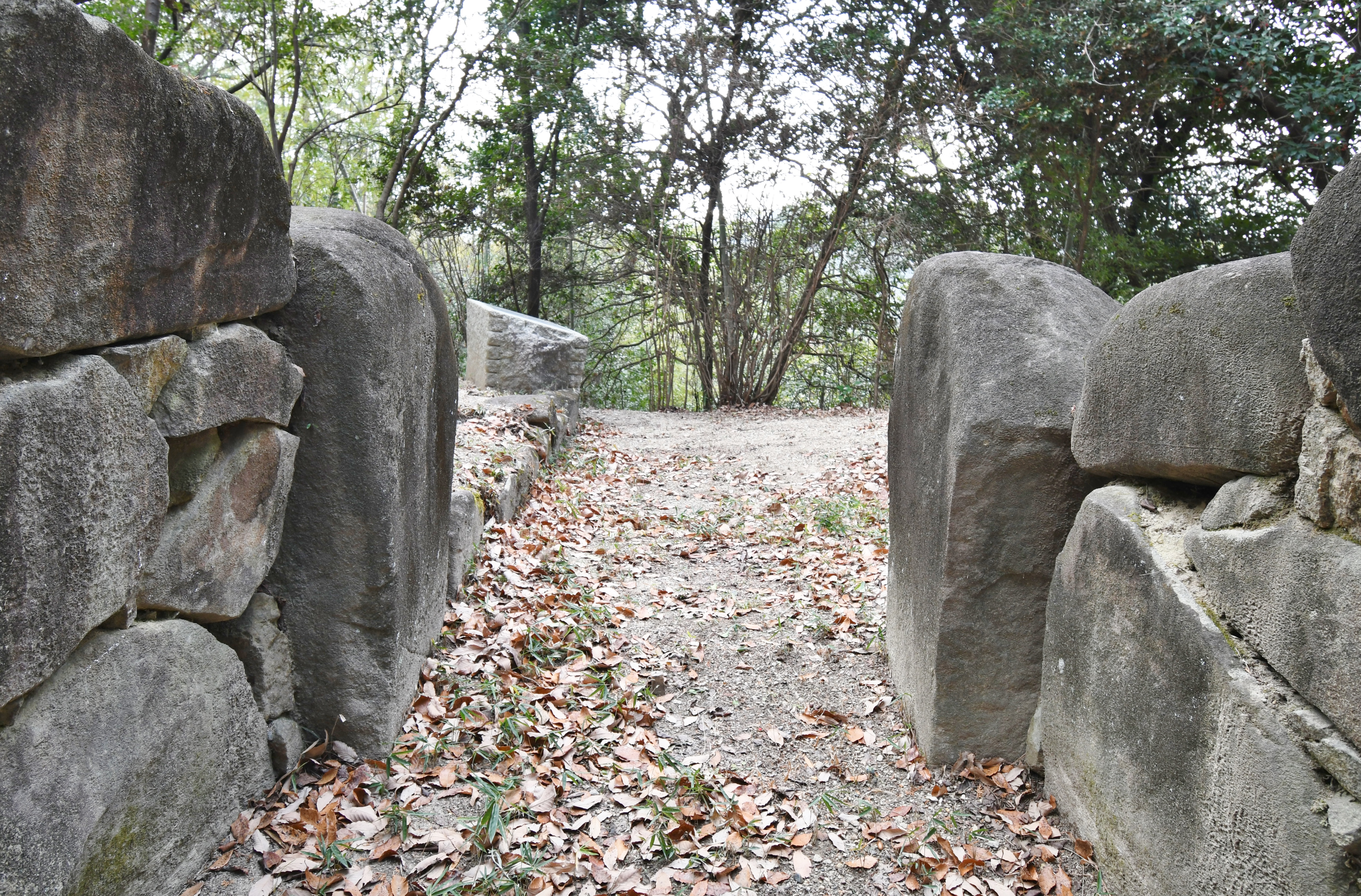
玄室（奥壁方向）
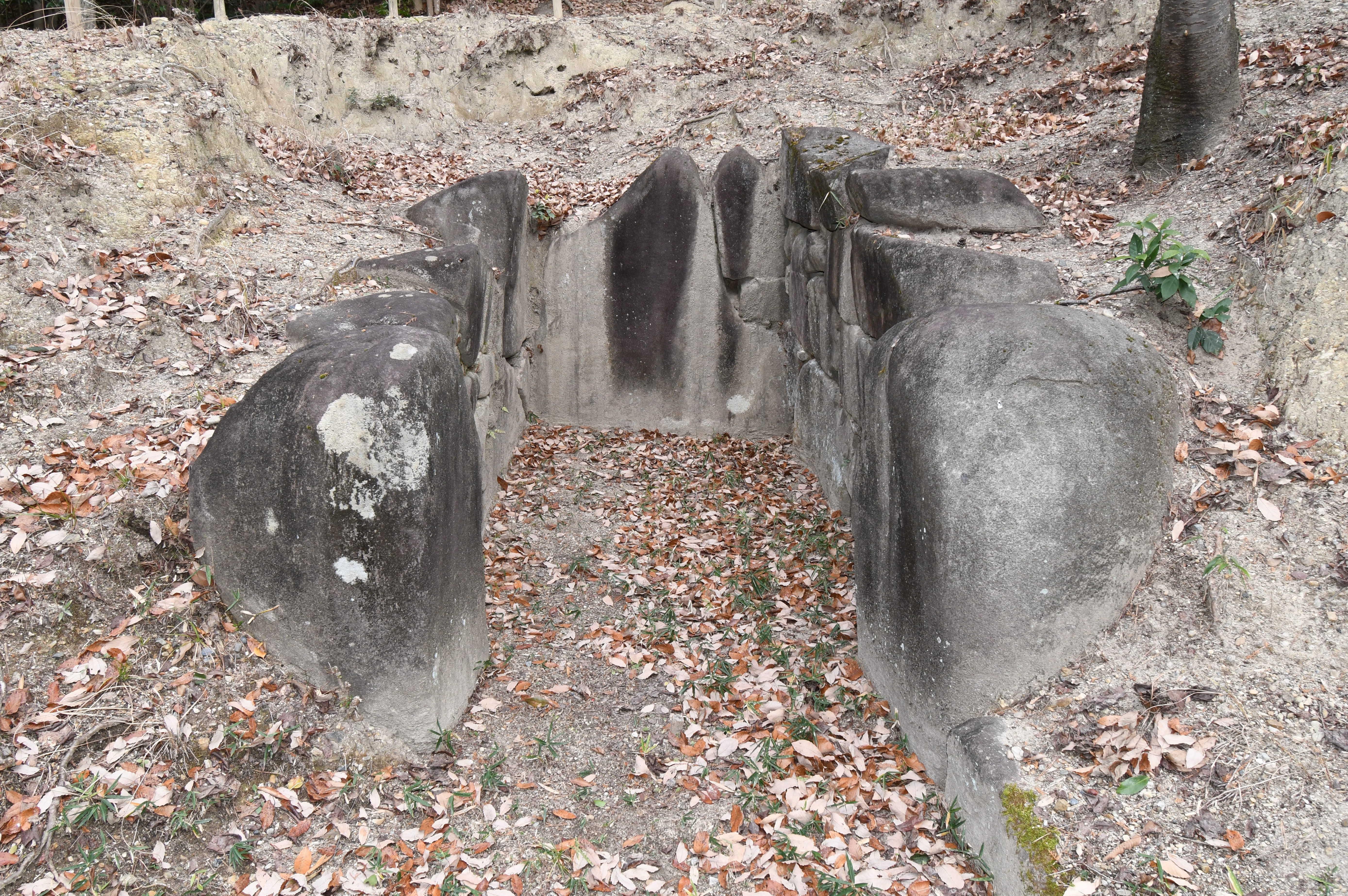
羨道（玄室方向）
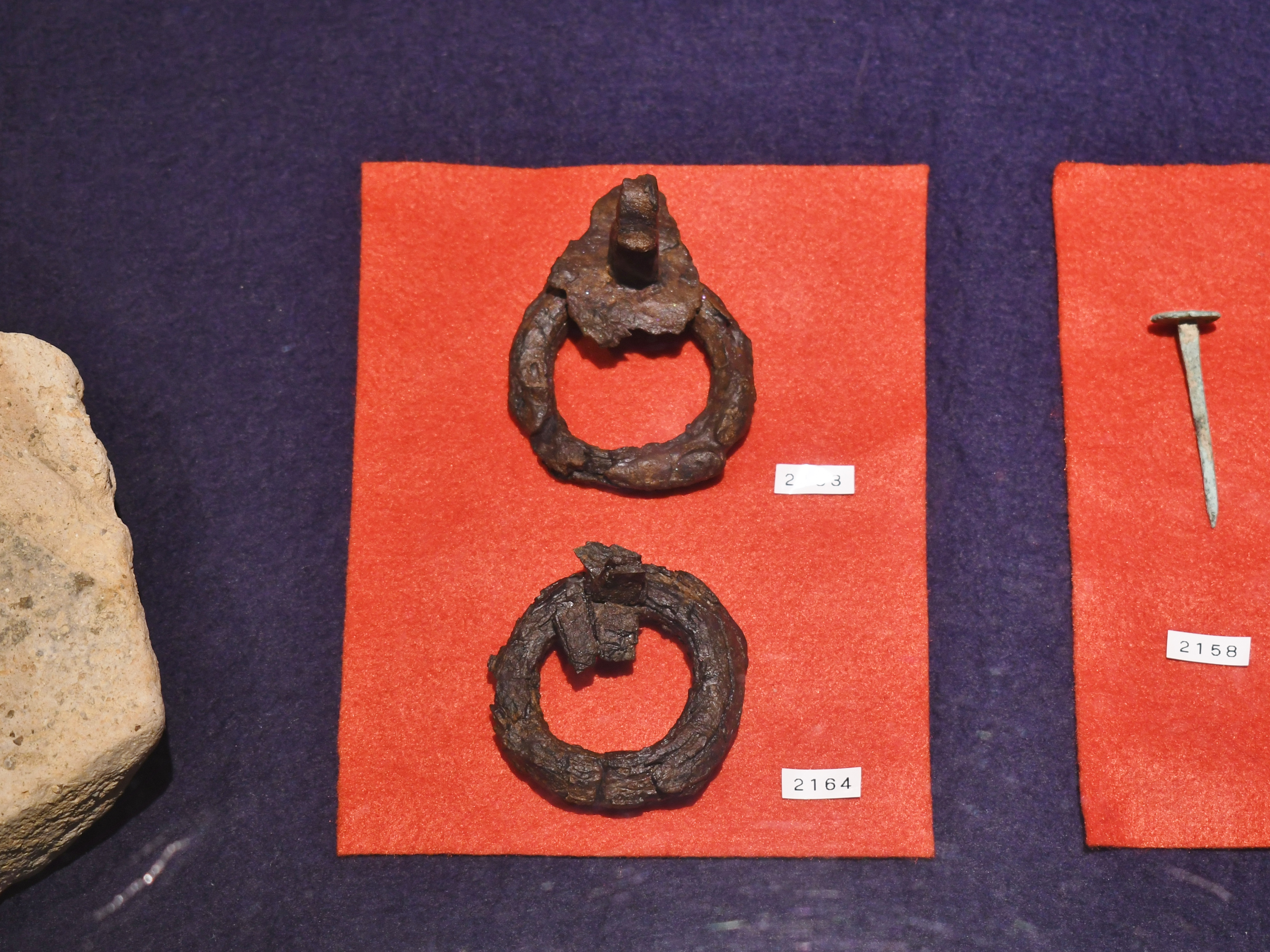
鐶座金具

石室の石材は斑れい岩で、生駒山周辺産と推測される。石室は下司古墳群では2番目の規模である。出土遺物に鉄製鐶座金具数点・縁金具・鉄釘多数（以上は木棺付属物）のほか、須恵器8点・土師器3点がある。築造時期は7世紀前半頃と推定され、13世紀中葉頃の瓦器・土師器の出土によって後世の再利用が認められる。
6号墳
墳丘の直径は約14メートルで、墳丘周囲には幅1メートルの周溝が認められる。埋葬施設は無袖式横穴式石室。石室の規模として、長さ2.45メートル・幅0.85メートル・高さ0.70メートルを測り、下司古墳群では最小規模になる。石室の石材は斑れい岩。出土遺物に鉄釘7点（木棺付属物）・須恵器2点がある。築造時期は7世紀前半-中葉頃と推定される。
7号墳
埋葬施設は横穴式石室と推測される。地中レーダー探査によれば、石室の規模は長さ約5メートル・幅約1.5メートルと推測され、1・2号墳に次ぐ規模とみられる。
- 1号墳
- 石室俯瞰図
- 玄室（奥壁方向）
- 玄室（奥壁方向）
- 羨道（玄室方向）
- 陶棺片
- 鍍金銅鋲

- 2号墳
- 石室俯瞰図
- 玄室（奥壁方向）
- 玄室（奥壁方向）
- 羨道（玄室方向）
- 鐶座金具

- その他
- 3号墳
- 5号墳
- 6号墳

## 大御堂裏山古墳

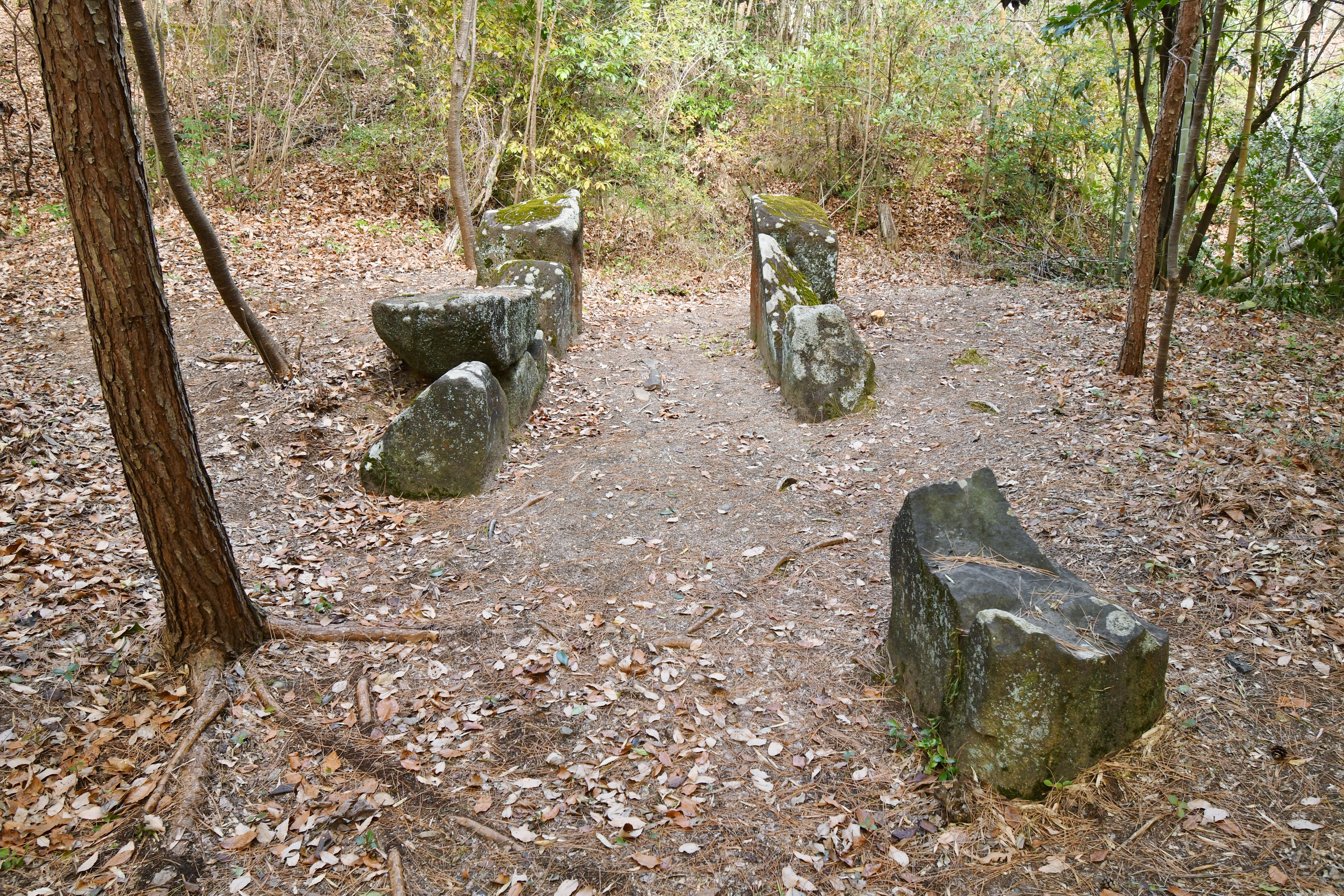
大御堂裏山古墳 石室

大御堂裏山古墳（おおみどううらやまこふん）は、下司古墳群の西にある古墳。現在までに墳丘は失われ、石室の一部が残存する。1963年（昭和38年）に発掘調査が実施されている。
下司古墳群の所在する丘陵から、谷を挟んで西にある丘陵の尾根先端部に築造された古墳である。埋葬施設は横穴式石室で、南方向に開口する。石室の石材は下司古墳群と同様に生駒山周辺産と推測され、石室のプランは下司2号墳と同形同大である。
築造時期は、下司古墳群と同様に古墳時代終末期の7世紀前半頃と推定される。下司古墳群とは異なる丘陵上に所在することから、下司古墳群とは別集団によって築造されたと推測される一方、下司古墳群と同様の石材かつ下司2号墳と同じ石室プランであることから、下司古墳群と一体的に築造された背景が示唆される。

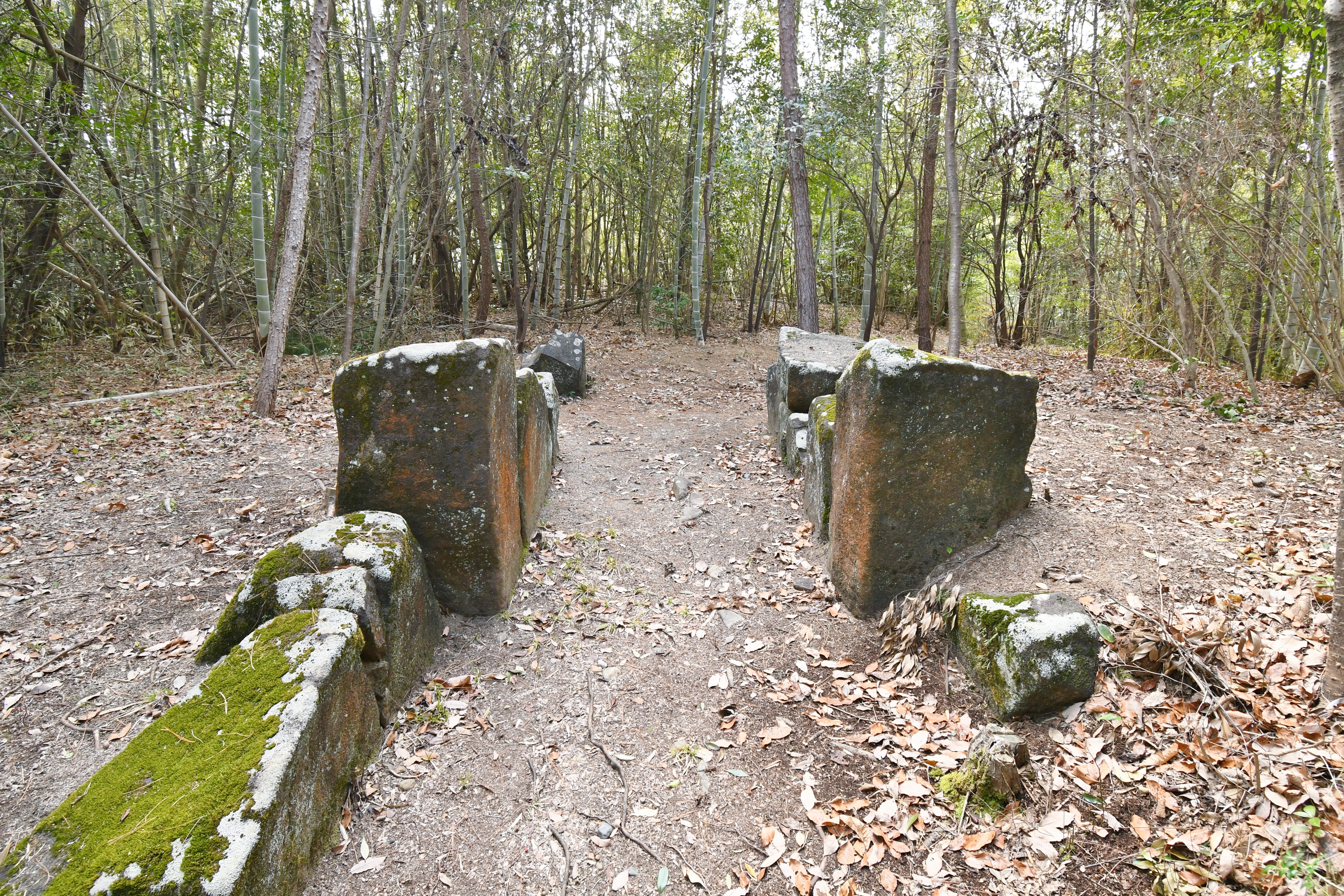
石室（奥壁から羨道方向）

## 文化財

### 京都府指定文化財
- 史跡
  - 下司古墳群・大御堂裏山古墳 - 2019年（平成31年）3月29日指定[2]。

## 関連施設
- 同志社大学歴史資料館（京田辺市普賢寺下司） - 下司古墳群の出土品を展示。

## 関連文献
（記事執筆に使用していない関連文献）
- 「普賢寺所在古墳発掘調査概要」『埋蔵文化財発掘調査概報』京都府教育委員会、1964年。
- 『下司古墳群』同志社大学校地学術調査委員会〈同志社大学校地学術調査委員会調査資料No.19〉、1985年。